# ダニエラ・ラッシュ
ダニエラ・ラッシュ（Daniella Rush、1976年9月17日 - ）は、チェコスロバキア出身のポルノ女優である。身長165cm。
ドイツやフランスなどヨーロッパを舞台に活躍する一方、アメリカ合衆国にも進出して同じチェコ出身のモニカ・スウィートハート、シルヴィア・セイントらと共に人気を誇り、2001年にはHot D'OrでBest European Actressを受賞している。
だが2002年には自動車事故に巻き込まれ、車椅子での生活を余儀なくされた。現在では歩行は可能となったらしい。